# Sant Adrià de Besòs
Sant Adrià de Besòs (katalan.) bzw. San Adrián de Besós (span.) ist eine katalanische Stadt im Großraum Barcelona in Spanien und gehört zur Metropolregion Àrea Metropolitana de Barcelona.

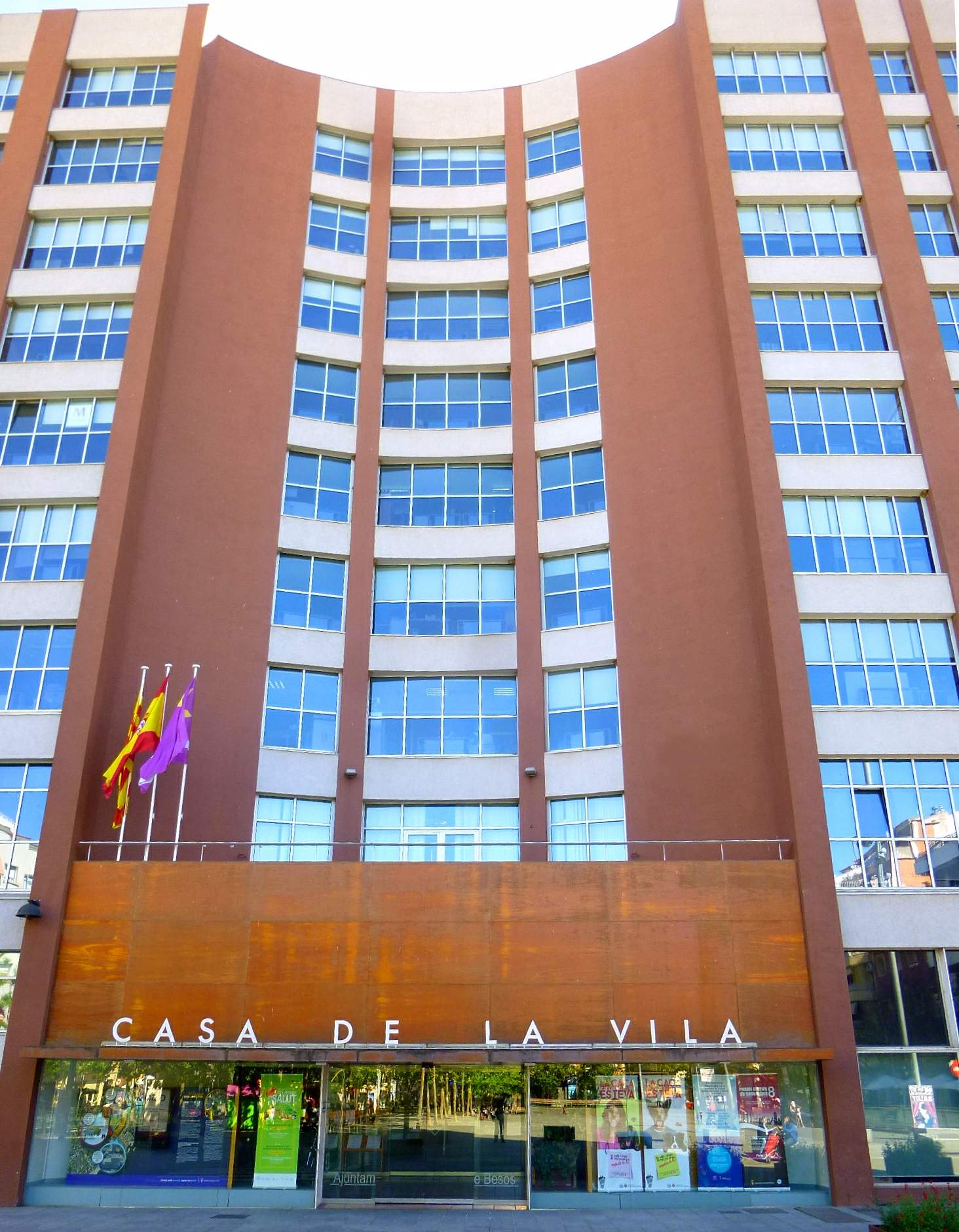
Das Rathaus von Sant Adrià de Besòs

## Lage
Sant Adrià de Besòs liegt beidseitig der Mündung des Besòs. Die ursprüngliche Siedlung mit der Pfarrkirche liegt auf dem linken Flussufer im Norden der Gemeinde. Die Gemeinde selbst ist eine Ansammlung von Wohn- und, vor allem, Industriegebieten.

## Politik

### Bürgermeister
Joan Callau ist durch die Kommunalwahl vom 26. Mai 2019 im Amt bestätigt worden und tritt nunmehr seine dritte Amtsperiode an.

### Gemeinderat
Es gibt erneut eine Minderheitsregierung der Sozialistischen Partei (PSC) die nunmehr zum elften Mal hintereinander die Wahlen gewinnt. PP und Junts Per Cataluny sind nicht mehr mit Gemeinderäten vertreten. Esquerra Republicana de Catalunya (ERC)  kann die Zahl der Gemeinderäte verdreifachen.
Sitzverteilung im Gemeinderat nach den Kommunalwahlen vom 26. Mai 2019.
| Partei                                  | Stimmen | Sitze |
| --------------------------------------- | ------- | ----- |
| PSC                                     | 4199    | 8     |
| Esquerra Republicana de Catalunya (ERC) | 2496    | 5     |
| Ciutadans                               | 2131    | 4     |
| SAB en Comú                             | 1258    | 2     |
| Movem SAB en Comú                       | 904     | 1     |
| MES                                     | 764     | 1     |
| Summe                                   |         | 21    |

## Geschichte
Die Ursprünge der Stadt liegen in der Pfarrkirche Sant Adria, die bereits 1012 erwähnt wird. Im Jahr 1092 wurde dort ein Prioratskloster der Augustiner gegründet. 1127 wurde das Kloster nach Santa Maria de Terrassa verlegt. Um diese Kirche herum, westlich des Besòs, liegt der Altstadtkern auf einem kleinen, 14 Meter hohen Hügel.

## Wirtschaft
Das städtische Budget belief sich im Jahre 2019 auf 40.760.440 Euro. Das wirtschaftliche Leben in Sant Adrià ist durch Dienstleistungsunternehmen geprägt, es gibt jedoch auch einen vielfältigen produzierenden Bereich (besonders Metallverarbeitung, Chemie und Bau) in vor allem mittelständischen Unternehmen.

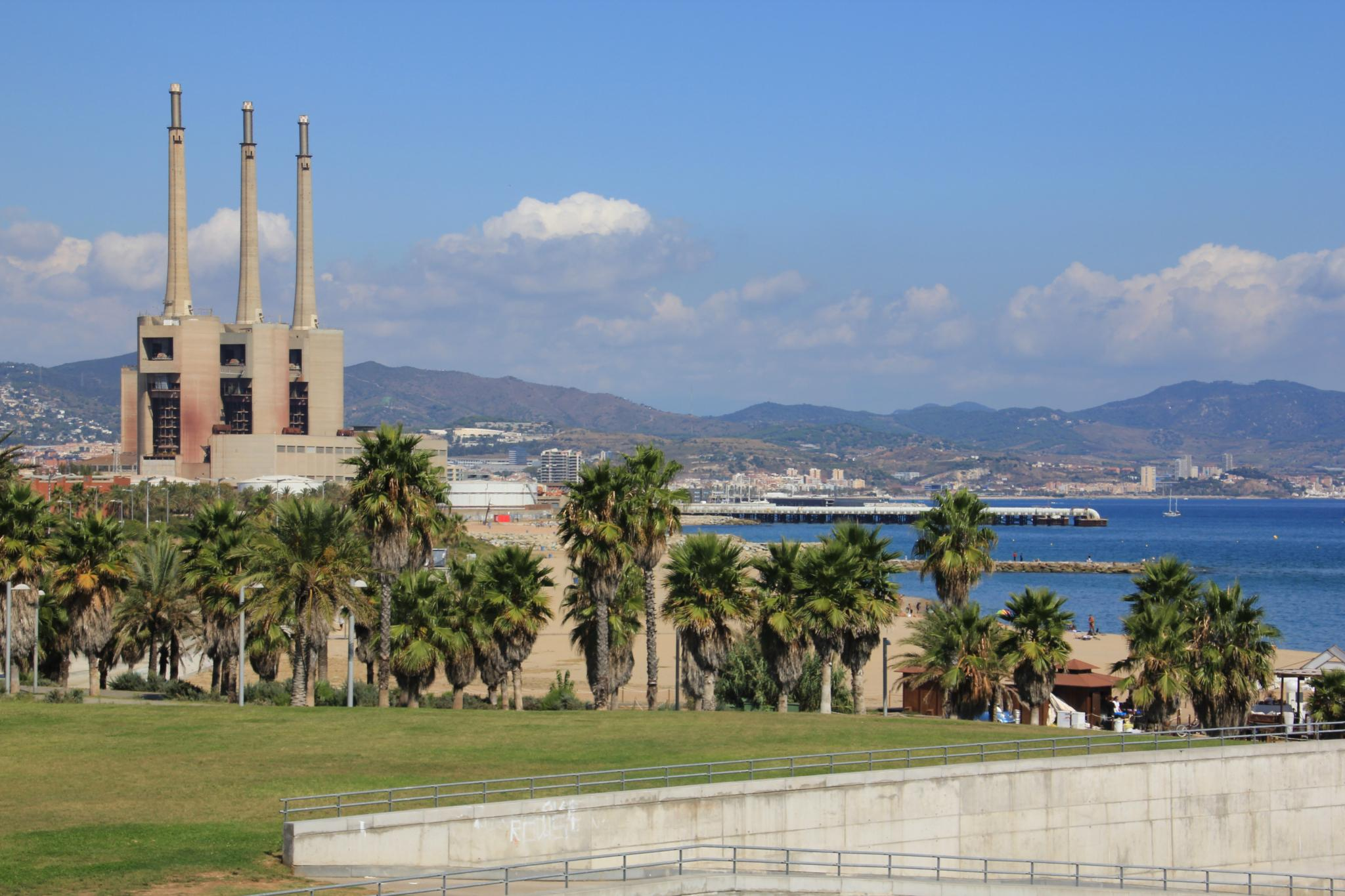
Die markanten drei Schornsteine und der Strand von Sant Adrià de Besòs

## Persönlichkeiten
- Benito Bails, katalanischer Mathematiker, (1730–1797)
- Isabel Coixet, katalanische Filmregisseurin, (* 1960)

## Städtepartnerschaft
- Saint-Chamond im Département Loire, (Frankreich)